# San Jose del Monte
San Jose del Monte, Tagalog: Lungsod ng San Jose del Monte, ist eine philippinische Gemeinde (Component City) in der Provinz Bulacan, in der Verwaltungsregion III, Central Luzon. Nach dem Zensus von 2015 hatte San Jose del Monte 574.089 Einwohner, die in 59 Barangays lebten. Sie wird als Gemeinde der ersten Einkommensklasse auf den Philippinen und als urbanisiert eingestuft.
San Jose del Monte’s Nachbargemeinden sind Rodriguez im Osten, Caloocan City im Südwesten, Quezon City im Südosten, Marilao im Westen, Santa Maria im Nordwesten, Norzagaray im Norden. Die Topographie der Stadt ist gekennzeichnet durch das Gebirge der Sierra Madre im Nordosten, das in ein flachhügeliges Terrain im Südwesten übergeht.
Auf dem Gebiet der Großstadt liegen im Nordosten Teile des bedeutendsten Trinkwasserreservoirs für die Hauptstadtregion Metro Manila, der 37 Kilometer lange Angat-Stausee. Zu dessen Schutz wurde das Naturschutzgebiet Angat Watershed Forest Reserve eingerichtet. Die bedeutendste Bildungseinrichtung ist die Bulacan State University.

## Baranggays
| - Assumption - Bagong Buhay - Bagong Buhay II - Bagong Buhay III - Citrus - Ciudad Real - Dulong Bayan - Fatima - Fatima II - Fatima III - Fatima IV - Fatima V - Francisco Homes-Guijo - Francisco Homes-Mulawin - Francisco Homes-Narra - Francisco Homes-Yakal - Gaya-gaya - Graceville - Gumaoc Central - Gumaoc East | - Gumaoc West - Kaybanban - Kaypian - Lawang Pari - Maharlika - Minuyan - Minuyan II - Minuyan III - Minuyan IV - Minuyan Proper - Minuyan V - Muzon - Paradise III - Poblacion - Poblacion I - San Isidro - San Manuel - San Martin - San Martin II - San Martin III | - San Martin IV - San Pedro - San Rafael - San Rafael I - San Rafael III - San Rafael IV - San Rafael V - San Roque - Santa Cruz - Santa Cruz II - Santa Cruz III - Santa Cruz IV - Santa Cruz V - Santo Cristo - Santo Niño - Santo Niño II - Sapang Palay - St. Martin de Porres - Tungkong Mangga |

## Galerie

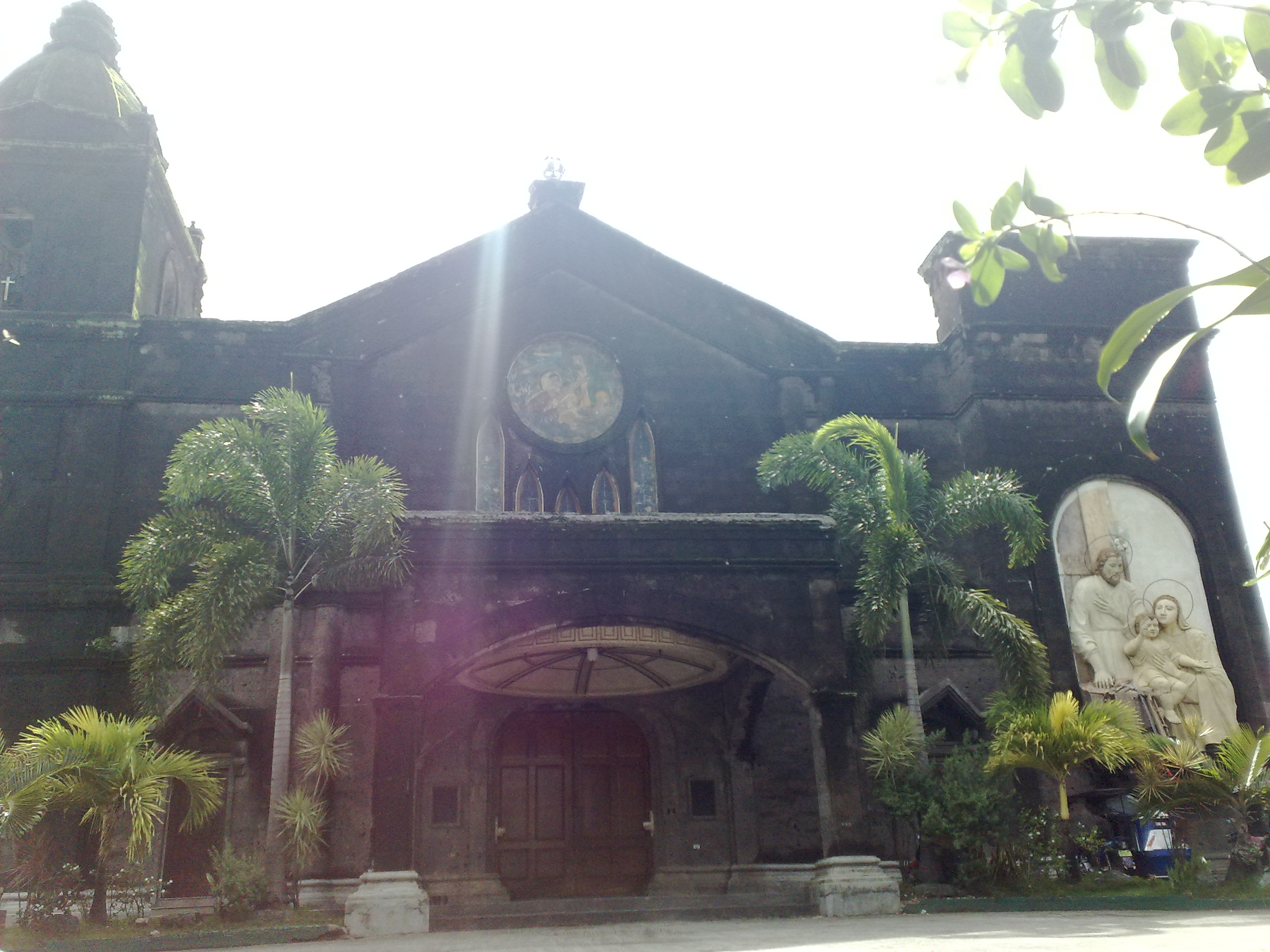
San Jose del Monte City Parish Church
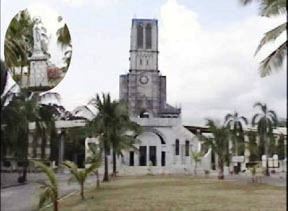
Die Our Lady of Lourdes Grotto Church im Baranggay Graceville
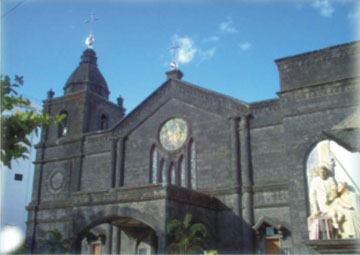
Die St. Joseph Worker Parish Church
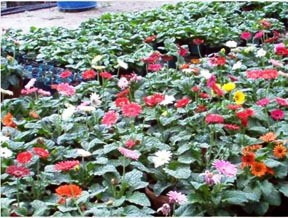
Orchideen in San Jose del Monte
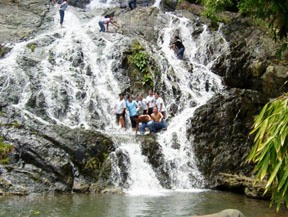
Die Kaytitinga Wasserfälle